# チャンターダ
チャンターダ（Chantada）は、スペイン・ガリシア州ルーゴ県のムニシピオ（基礎自治体）。コマルカ・デ・チャンターダに属する。またリベイラ・サクラ地域にも属する。ガリシア統計局によれば、2009年の人口は9,014人（2007年の人口は9,150人、2006年:9,249人、2005年:9,366人、2004年:9,463人、2003年:9,650人）。住民呼称は、chantadino/-na。
ガリシア語話者の自治体住民に占める割合は97.21%（2001年）。

## 地理
チャンターダはルーゴ県の南西部に位置し、同名のチャンターダ地方裁判管轄区の中心自治体でもある。
北部はタボアーダと、南部はカルバジェードと、東部はオ・サビニャーオとパントンと、西部はポンテベドラ県のロデイロの各自治体と接する。面積は176.7平方km。

### 山
- イグレシア山（575m）
- ファロ山（1,187m）
- サバドン山（679m）
- サン・セバスティアン山（745m）
- サンタ・ローサ山（586m）
- ペネード・デ・リバ・ダ・サンカ山（750m）

### 河川
- アスマ川 - ミーニョ川の支流
- エンビアンデ川
- ミーニョ川

### 人口
| チャンターダの人口推移 1900－2010                       |
|                                                         |
| 出典:INE（スペイン国立統計局）1900年 - 1991年、1996年 - |

## 政治
2007年の地方選挙の結果、自治体首長はガリシア社会党（PSdeG-PSOE）のミゲル・アンショ・タボアーダ・ロドリゲス（Miguel Anxo Taboada Rodríguez）、評議会議席ははガリシア国民党（PPdeG）：6、ガリシア社会党：4、ガリシア民族主義ブロック（BNG）：3となっている。

## 教区
チャンターダは36の教区に分けられる。
- アダ （サンタ・バイア）
- アルコス（サンタ・マリーア）
- アルゴソン（サン・ビセンテ）
- ベレサール（サン・バルトロメウ）
- ベルムン（サンタ・マリーア）
- ブリーゴス（サン・サルバドール）
- カンポラミーロ（サンタ・マリーア）
- チャンターダ（サンタ・マリーニャ）
- エスメリス（サンタ・マリーニャ）
- エスモリス（サン・シジャーオ）
- フォルナス（サン・クリストーボ）
- ア・グラーデ（サン・ビセンテ）
- ア・ラシェ（サン・ショアン）
- リンコラ（サン・ペドロ）
- マリス（サン・マルティーニョ）
- オ・マト（サン・シジャーオ）
- メルラン（サン・トメ）
- オ・モンテ（サン・ミゲル）
- モウリシオス（サン・クリストーボ）
- ムラデージェ（サン・パイオ）
- ノゲイラ・デ・ミーニョ（サンタ・マリーア）
- ペドラフィータ（サンタ・バイア）
- ペレイラ（サン・マメーデ）
- ペスケイラス（サンタ・マリーア）
- レケイショ（サンティアーゴ）
- サバデージェ（サンタ・マリーア）
- サン・フィス・デ・アスマ（サン・フィス）
- サン・ペドロ・デ・ビアナ（サン・ペドロ）
- サン・サルバドール・デ・アスマ（サン・サルバドール）
- サン・シュルショ・デ・アスマ（サン・シュルショ）
- サンタ・クルス・デ・ビアナ（サンタ・クルス）
- サンタ・ウシーア・デ・アスマ（サンタ・ウシーア）
- サンティアーゴ・デ・アリーバ（サンティアーゴ）
- ア・サリーニャ（サン・ビセンテ）
- ベイガ（サン・ショアン）
- ビラウーシェ（サン・サルバドール）

## 出身著名人
- フランシスコ・バスケス・ゴンサーレス - バスケットボール選手
- ロベルト・フェルナンデス・アルバジェーロス - サッカー選手